# 内務局 (琉球政府)
内務局（ないむきょく）は、琉球政府の行政事務部局のひとつ。内政一般を所管した。
1961年8月1日の機構改革において、行政主席官房や内政局の業務を統合したものである。1965年8月1日に総務局に改称した。

## 所掌事務
内務局の所掌事務は以下の通りである（1961年8月1日現在）。
- 秘書、儀式及び褒賞並びに各部局間の事務の調整に関すること
- 職員の人事に関すること
- 法令の公布及び文書に関すること
- 行政監察及び行政管理に関すること
- 支出に関すること
- 政府有財産及び用度に関すること
- 市町村の行政及び財務に関すること
- 東京事務所に関すること
- 地方庁との連絡調整に関すること
- 局長会議に関すること
- 金融機関、有価証券の発行に関すること
- その他他局の所掌の属さない事務に関すること

## 組織
内務局の組織は以下の通りである（1961年8月1日現在）

### 内部部局
- 総務課
- 秘書課
- 文書課
- 人事課
- 行政監察課
- 地方課
- 用度管財課
- 出納課

### 外局
- 中央選挙管理委員会
- 東京事務所
- 金融検査部

### 附属機関
- 建設機械修理所
- 倉庫